# 제임스 플리트
제임스 플리트(영어: James Fleet, 1952년 3월 11일 ~ )는 잉글랜드의 배우이다.

## 출연 작품

### 영화
- 왕국의 비밀 (1985, Defence of the Realm)
- 네 번의 결혼식과 한 번의 장례식 (1994)
- 센스 앤 센서빌리티 (1995)
- 천국으로 가는 세 계단 (1995, 3 Steps to Heaven)
- 난세록 (1996, Lord of Misrule)
- 몰 플랜더스 (1996)
- Kevin & Perry Go Large (2000)
- 투 멘 웬트 투 워 (2002, Two Men Went to War)
- Blackball (2003)
- 오페라의 유령 (2004)
- 수탉과 황소 이야기 (2005)
- Lady Godiva: Back in the Saddle (2007)
- 미스터 터너 (2014)
- 레이디 수잔 (2016)
- Revolution: New Art For A New World (2016) - 다큐멘터리
- Love of My Life (2017)
- 본 어 킹 (2019, Born a King)

### 텔레비전
- Screen Two (1991-96) - "Femme Fatale", "Crossing the Floor" 편
- 리틀 도릿 (2008)
- 코로네이션 스트리트 (2010)